# Tweede Kamerverkiezingen 1877
De Tweede Kamerverkiezingen 1877 waren periodieke Nederlandse verkiezingen voor de Tweede Kamer der Staten-Generaal. Zij vonden plaats op 12 juni 1877.
Nederland was verdeeld in 41 kiesdistricten, waarin 80 leden van de Tweede Kamer gekozen werden. Een kiezer bracht evenveel stemmen uit als er afgevaardigden in zijn kiesdistrict gekozen werden. Om gekozen te worden moest een kandidaat minimaal de districtskiesdrempel behalen.
De verkiezingen werden gehouden vanwege het aftreden van 40 leden van de Tweede Kamer van wie de zittingstermijn afliep op 16 september 1877. In twee kiesdistricten was een tweede verkiezingsronde benodigd tussen de twee hoogstgeplaatste (niet-direct gekozen) kandidaten uit de eerste ronde vanwege het niet-behalen van de districtskiesdrempel. Deze tweede ronde vond plaats op 26 juni 1877.

## Uitslag

### Opkomst
|                  | 1875    | 1875      | 1877    | 1877  |
| # stemmen        | %       | # stemmen | %       |       |
| ---------------- | ------- | --------- | ------- | ----- |
| Kiesgerechtigden | 106.121 |           | 107.910 |       |
| Niet opgekomen   | 35.733  | 33,67     | 46.886  | 43,45 |
| Opkomst          | 70.388  | 66,33     | 61.024  | 56,55 |

### Verkiezingsuitslag naar groepering
| Groepering               | Zetels | Zetels | Zetels | Zetels | Zetels | Zetels |
| Groepering               | 1875   | Af     | Bij    | 1877   | +/−    |        |
| ------------------------ | ------ | ------ | ------ | ------ | ------ | ------ |
| liberalen                | 42/43  | 21     | 26     | 48     | +5     |        |
| conservatief-katholieken | 14     | 8      | 8      | 14     | 0      |        |
| antirevolutionairen      | 11/10  | 5      | 4      | 9      | −1     |        |
| conservatieven           | 10     | 6      | 2      | 6      | −4     |        |
| conservatief-liberalen   | 2      | 0      | 0      | 2      | 0      |        |
| liberaal-katholieken     | 1      | 0      | 0      | 1      | 0      |        |
| totaal                   | 80     | 40     | 40     | 80     | 0      |        |

### Gekozen leden
Bij deze verkiezingen werden 34 leden herkozen. De stemmingen voor de overige zes vacatures hadden de volgende resultaten:
- in het kiesdistrict Amsterdam versloegen Jan Rutgers van Rozenburg (91,8%, liberalen) en Petrus Holtzman (90,0%, liberalen) het aftredende lid Gerhardus Fabius (20,3%, conservatieven); Michiel de Lange (liberalen), een tweede aftredend lid in dit district, had aangegeven niet herkiesbaar te zijn;

- in het kiesdistrict Delft werd Adriaan Schagen van Leeuwen  (liberalen) gekozen in de vacature ontstaan door het periodiek aftreden van Johannes Nierstrasz (conservatieven) die had aangegeven niet herkiesbaar te zijn;

- in het kiesdistrict Deventer versloeg Albertus van Delden (57,7%, liberalen) het aftredende lid Alexander Schimmelpenninck van der Oye (42,3%, antirevolutionairen);

- in het kiesdistrict Tiel werd Herman Dijckmeester (liberalen) gekozen in de vacature ontstaan door het periodiek aftreden van Hendrik van Rappard (conservatieven) die had aangegeven niet herkiesbaar te zijn;

- in het kiesdistrict Utrecht werd Joan Röell (liberalen) gekozen in de vacature ontstaan door het periodiek aftreden van Jan Messchert van Vollenhoven (conservatieven) die had aangegeven niet herkiesbaar te zijn.

De zittingsperiode van de Tweede Kamer ging in op 17 september 1877. De zittingstermijn van Tweede Kamerleden bedroeg vier jaar.